# Ivanka Brekalo
Ivanka Brekalo (ur. 14 marca 1981 w Essen)  – chorwacka aktorka teatralna i filmowa.

## Życie i kariera
Ivanka włada językami niemieckim i chorwackim. Ukończyła aktorstwo w Akademii Muzyki i Sztuki (Universität für Musik und darstellende Kunst) w Grazu.
Od marca 2008 do sierpnia 2009 roku Ivanka zagrała w telenoweli ARD Burza uczuć. Wcieliła się tam w główną rolę pokojówki „Emmy Strobl”. Na plan serialu powróciła gościnnie w marcu 2010 roku i  w maju 2013 roku.
Od 2010 Ivanka pełni rolę ambasadora w Christoffel-Blindenmission.
Obecnie mieszka w Wiedniu.

## Role teatralne
- 2003: Peanuts
- 2004: Argentina die brillante Kammerzofe
- 2005: Freiheit in Krähwinkel
- 2005: 3 von 5 Millionen
- 2006: Weiningers Nacht
- 2006: Rose Bernd
- 2006: Fräulein Braun
- 2006: Yvonne, die Burgunderprinzessin
- 2007: Bezahlt wird nicht!
- 2007: Makbet
- 2011: Leonce und Lena

## Filmografia
- 2005: Blue Hotel
- 2008 - 2009 / 2010 / 2013: Burza uczuć (ARD - Telenowela)
- 2011: Resturlaub
- 2012: SOKO Donau (1 odcinek)
- 2012: Tessa Henning